# Xuanhanosaurus
 (février 2012).
Genre
Espèce
Xuanhanosaurus, dont le nom signifie « Lézard du Xuanhuan et de Qilixia », est un genre éteint de dinosaures. Xuanhanosaurus qilixiaensis est la seule espèce connue de ce genre. C'est un théropode du Jurassique. Il vivait en Chine. Il mesurait environ 4,5 m de long et ses bras étaient étrangement longs pour un Théropode, ce qui a conduit son découvreur, Dong Zhiming, à le considérer comme le premier théropode quadrupède.

## Espèce
Xuanhanosaurus qilixiaensis est la seule espèce connue de ce genre.
Xuanhanosaurus pesait environ 250kg, il était carnivore et vivait principalement en Chine. Xuanhanosaurus était un prédateur de taille moyenne. Il possèdait des dents acérées et des bras longs et puissants. Sa queue rigide l’équilibrait pendant la course.